# Tipula (Dendrotipula) isshikii
Tipula (Dendrotipula) isshikii is een tweevleugelige uit de familie langpootmuggen (Tipulidae). De soort komt voor in het Palearctisch gebied.